# Apodemus draco
Apodemus draco (Аподемус південнокитайський) — вид гризунів роду Apodemus.

## Середовище проживання
Цей вид присутній у південній, центральній та східній частині Китаю, північній і східно-центральній частині М'янми, північно-східній Індії. Зареєстрований на висотах 1335-3816 м над рівнем моря. Мешкає в пустищо-лісових середовищах проживання, і, ймовірно, є в модифікованому середовищі існування. Зустрічається в тропічних вічнозелених і гірських дощових лісах, на великій висоті вздовж струмків.

## Звички
Веде нічний спосіб життя. Риючий вид.

## Загрози та охорона
Немає серйозних загроз. У Південній Азії сільське господарство є загрозою. Мешкає в деяких охоронних територіях.